# 倫敦聖潘克拉斯火車站鋼琴事件
2024年1月19日，英國YouTuber兼鋼琴家布倫丹·卡瓦納在倫敦聖潘克拉斯車站的公共鋼琴上直播演奏時，其遇到一群手持中華人民共和國國旗的華人，由于他们不希望上镜，因此他們要求卡瓦納刪除影片。雙方為此發生爭執，其後英國交通警察介入。這段直播影片在網路上廣泛流傳，引起網路對中華人民共和國海外影響力圈子的關注，以及在不同體制下所引起價值觀和行動的衝突之相關討論。

## 背景
聖潘克拉斯車站是倫敦重要的交通樞紐，也是歐洲之星列車的終點站。該車站有一台山葉直立式公共鋼琴，由英國鋼琴家艾頓·莊在2016年捐贈，並在上面寫上「享受這台鋼琴。這是一份禮物。愛你，艾頓·莊。」的字樣。自從捐贈以來，該鋼琴就對公眾開放，被業餘和專業的音樂人使用。它吸引各種钢琴演奏者，雅麗茜亞·姬絲、喬爾斯·霍蘭、約翰·傳奇、湯姆·奧德爾、謝夫·高拔林和洛·史超域都曾彈奏過該鋼琴，并經常引起公眾和媒體的關注。
不同地區對公共場所拍攝標準與觀念不同，在歐洲又被稱作「全景自由」等，規範了場所包含路人面容等，還有私人房舍的作品或是公共藝術、拍攝的用途與目的。而在英国，隐私與肖像权也受到法律保护，但1998年《人权法》仅适用于“对隐私的合理期望”，而这种期望通常不能延伸到公共场所。根据埃文和萨默塞特警方的帖子，根据英国法律，任何人都无权要求他人停止在公共场所拍照，即使是文化方面比較敏感的國家如日本德國，公開場合的不特定對象亦不至於構成得以提出告訴的理由。

## 事件經過

### 初始争端
布倫丹·卡瓦納是一位網紅鋼琴家，網名“Dr K”，他在YouTube上有超過200萬的訂閱者，他以即興演奏不同風格的音樂而聞名，尤其是推廣布基烏基流派。2024年1月19日，卡瓦納在聖潘克拉斯車站的鋼琴上直播演奏，當時他與一名日本電視台的製作主任合作演奏，該日本電視台正拍攝關於公共鋼琴的紀錄片。在此其間，一群戴著紅領巾、手持中華人民共和國國旗的6人華人團隊站在卡瓦納身後。卡瓦納注意到身后的亚裔团队，以为是日本攝製隊，把镜头移向他们。其中一名亚裔女性主动向镜头挥手，称自己来自中国，叫做阿达琳娜。两人相谈甚欢，卡瓦納邀请团队中一位男性表演钢琴。
在直播过程中，大约9分10秒时，一位中国女性上前向卡瓦納询问是否被录入镜头，并表达了不愿被拍摄的意愿。卡瓦納表现出困惑，强调在公共场合拍摄是自己的权利，不能阻止拍摄。然而，该女性坚持不同意被拍。此时，卡瓦納感到非常惊讶，反驳说“我們又不是在共產中國”。紧接着，另一位华裔女性参与进来，声称他们有肖像权。卡瓦納则反驳说在公共场合不存在这种权利。该女性还声称自己是英国公民，希望卡瓦納尊重他们的权利。当卡瓦納指出该女性手中的五星红旗想要继续辩论时，一位中国男性突然大声喝斥卡瓦納“不要碰她”，让卡瓦納受到惊吓。该男性还大声指责卡瓦納是种族主义者，歧视中国人。一旁的英国民众不忍旁观，直言这是公共场所，不喜欢的话可以选择离开。随后，警察也赶到现场。看到警察，中国男性立即前去解释他们是为了保护自己的肖像权，并询问这种做法是否正当。但警察回应说：“但你现在是在公共场合……如果他们在公共场所进行拍摄，我们没有权力干涉”。而女警要求卡瓦納不要說「我們不是在中國」類似的話，也要求其不應繼續拍攝。卡瓦納回應女警，稱：「你不是他們的私人保安人員」，其繼續直播，並表示他不會刪除影片，因為他有言論自由和表達自由的權利。最後華人團隊離開現場，卡瓦納稱之为言論自由的勝利。

### 媒体关注
事件發生後，由於事件的起因離奇及費解，引起歐美和中国大陆、香港、台湾等地區輿論關注。卡瓦納的直播影片在YouTube和Twitter上迅速傳播。
卡瓦納在其YouTube頻道展示來自YouTube的電子郵件，稱“小粉紅”針對他的影片提出隱私權投訴，並且其內容將接受審查，他擔心該影片因“小粉紅”投訴而自YouTube落架。他表示在事件發生之前對中港台的情況一無所知，現在則希望大家關注，他稱會繼續受訪，並會買小熊維尼衣服，在其印上「8964」字眼。卡瓦納形容華人團隊試圖阻止他直播，反而令該直播爆紅，稱：「這是一個經典的史翠珊效應影片。」他還提到，收到來自「小粉紅」的電子郵件死亡威脅。他在事件發生後的前兩天，因為安全疑慮而隱居，在訪問中，他表示「該鋼琴已經成為一個沒有中國共產黨、沒有小粉紅的小區域」。他並開始即興創作一首名為的布基烏基音樂：「上帝保佑你們！願榮光歸香港！我完全支持台灣。」1月24日晚，卡瓦納在接受英國電視台TalkTV的訪問時，他批評英國警察在處理政治正確問題上「莫衷一是」，他表示不後悔自己的行為，並認為這是一場關於言論自由的勝利。
事件發生後，其中一位涉事女性则在抖音上发表回应，指出他们当时正在为一个中国的社交媒体平台制作春节祝福视频，所以并不希望自己的照片被全世界分享。她指出，卡瓦纳将中国的国旗称为共产主义旗帜是不礼貌的，并声称卡瓦纳是故意把他们说成是日本人。她指出，当时卡瓦纳尝试去扯另一位女性手中的国旗，是对国旗的不尊重。該華人團隊受到中國輿論的批評。中國網民對「在英國要求當地人遵守中國法律」表示不解。微博的評論區大多對該華人團隊持負面評價，更指該團隊其中一名成員為英國籍人士，「崇洋媚外」，認為事件不過是英國人之間的內鬥。有網民更指當該團隊被稱與中共有關時表現激動，其實是意圖撇清。
《商业内幕》1月23日的报道中指出，面对《商业内幕》的询问，英國交通警察局、中華人民共和國駐英國大使館和谷歌對事件不作回應。

### 身份曝光
事件发生后，华人团队陆续被网友起底。1月25日，美国之音在报道中指出，当事人多与中国海外影响力圈子有关。
事件一开始被邀请弹奏钢琴的是周家金（音译），畢業於皇家音樂學院的鋼琴專業，時常參與中國學聯活動。
与卡瓦納产生冲突的两名女子，一名自称阿达琳娜，即張寧，是《中國日報》記者，她在領英自稱曾是中國中央電視台記者。她曾主持中華人民共和國駐英國大使館主導的春晚、中華人民共和國國慶等晚會，网友传闻她来自中国內地的政治家族。另一名后来发布视频辩白的，即劉夢穎，網紅及職業諮詢公司董事，其在YouTube及中國社交媒體小紅書分享英國求職資訊，據《美國之音》引用的X用戶的消息來源緩引劉夢穎微博所刊登的律师函，其在事發時正被指控侵犯他人名譽權及肖像權。
视频中对卡瓦納咆哮的男子被认为是冷雪年，前孔子學院教師、培訓教師，其在英國教授中文，《雅虎新聞》報導指其自稱《金融時報》擔任顧問。《金融時報》證實冷雪年僅在該報擔任過兩天臨時工。网友传闻，冷雪年是內地某位副市長之子。
在社交平台X上，刘梦颖透露，华人律师李贞驹已经确认卡瓦納在公共场合未经允许进行拍摄以牟利的行为是违法的。此前，英国情报机构军情五处向国会发出警告，指出持有英国国籍的华人女律师李贞駒是“中共代理人”，指她与中共中央统一战线工作部存在联系，并秘密使用来自中国内地和香港的资金参与政治干预活动。对于这些指控，李贞駒予以否认，并已对“军情五处”提起诉讼，试图洗清自己的名誉。网络上的用户找到了李贞駒在某次公开大会上与中共中央总书记习近平握手的照片，并在“X”社交平台上广为流传。

### 重新演出
1月23日，由於車站進行維修工作，該鋼琴暫時被封鎖，公眾無法彈奏。1月24日，聖潘克拉斯車站的管理部門宣布，鋼琴已經被移動到至封鎖區域的附近，公共鋼琴演奏區域已經恢復。1月26日，卡瓦納重返聖潘克拉斯車站公共鋼琴演奏區，他高舉象徵習近平的小熊維尼玩偶和裱框照片，他稱：「我聽說小熊維尼對中國共產黨來說就像大蒜之於吸血鬼，流行藝術、音樂、詩歌、舞蹈和歌唱對當權者構成了威脅，你知道，我真的在努力將搖滾叛逆精神帶回音樂中。」

### 再度回应与诉讼威胁
1月29日，事件其中一個主角劉夢穎則在Instagram及Twitter發佈影片，為「沒人給咱們長臉」道歉。其形容卡瓦納是「靠惡意碰瓷、民族歧視、製造對立，賺取流量，實現盈利目標」。劉夢穎認為輿論一面倒在卡瓦納一方是因為自己人微言輕，指控因此事件而被人肉搜尋和網暴。她反駁網民對其「崇洋媚外」的說法，她稱自己是中國籍，孤身一人在他鄉工作改變自己和他人命運，不理解怎會成為「崇洋媚外」的代表。劉夢穎稱當日她是自願協助自媒體公益平台拍攝新年祝福影片，需要用到聖潘克拉斯車站鋼琴，及在鋼琴旁唱歌。她稱在詢問下才知道卡瓦納是有200萬人追蹤的鋼琴家，並在直播中，由於其團隊所拍攝的公益影片仍需保密，故要求卡瓦納停止拍攝。她稱華人團隊一早就聲明自己是中國人而非日本人，而卡瓦納執意說他們是日本人，是爭執的原因之一。其稱卡瓦納在直播中彈奏《鍘美案》，認為該歌曲有歧視意味，而卡瓦納稱中國國旗為「共產主義旗子」，是故意挑釁以賺取流量。其指控卡瓦納故意拉扯中國國旗，作為「中國兒女」理應護旗。張寧及周家金（音译）未有對事件作出評論，而冷雪年則在Instagram做出類似劉夢穎的回應。
劉夢穎警告卡瓦納和網民不得發佈該相關事件的直播影片，而且其研究向卡納瓦作出誹謗及私隱權訴訟。後來她在網上解釋她的行為，但不被網民接受。卡瓦納回應稱已向律師作出咨詢，其律師認為指控欠缺法律依據，案件不會成立。卡瓦納表示劉夢穎只是虛張聲勢，如真的案子帶上法庭，只會成為一場政治宣傳災難，令中共在全世界成為笑柄。

## 後續
2025年1月17日，事件的原始直播存檔被YouTube移除。作為回應，他把該存檔上載到名為The Pianogate Channel的新頻道，並呼籲人們訂閱該頻道以示對YouTube抗議。

## 流行文化
《端傳媒》報導指，Facebook、Twitter、Instagram等多個社交媒體用戶及卡瓦納利用冷雪年所言的「不許碰她！」（英語：Don't touch her！）來制作迷因以諷刺此事。
YouTube喜劇頻道《Aba and Preach》戲仿該華人團隊的在事件的言行，以嘲諷此事。
馬來西亞歌手黃明志於2024年1月26日發布龍年賀歲歌曲《龍的傳人》。該歌曲被指諷刺中國的小粉紅和中國共產黨，並指小粉紅“心在祖國，人在倫敦”。卡瓦納在YouTube上評論，表示喜歡《龍的傳人》这首歌曲，邀請黃明志來英國拍攝，黃明志表示感謝並將其留言置頂，稱如果他來馬來西亞和台灣，「不要碰我」。

## 評論
英國華裔作家馬建表示，該華人團隊住在英國，理應熟知英國的情況，但是他們整個心態還是中國的。
中國的社交網絡對劉夢穎普遍持負面態度，認為該事件抹黑了中國人的形象，中國官方媒體也指證出阿达琳娜並非中國籍。也有观点认为卡瓦纳故意煽风点火，挑衅对方，利用东西方文化差异把自己塑造成英雄，给自己的YouTube频道增加流量，这其实是卡瓦纳布下的陷阱，此前也有利用有特点的路人制造话题的记录。此外双方因为语言文化理解差异，对彼此产生了严重的误解，例如对allowed这个词使用，对常见英语谚语不熟悉等都使事件向无法收场的方向发展。
身處英國的中國人權運動參與者倪沛晴評論指，事件無關種族歧視，英國重視民主自由，而該華人團隊用保密協議為由要求對方不得拍攝，是習慣性以權壓人，所以這是因為兩種截然不同體制下產生的衝突。
時事評論人袁斌指，事件反映“小粉紅”現象不僅成為中國的公害，也成為西方的公害。
《香港01》評論指事件再一次重創海外人士對中國人的形象。

## 另見
- 小粉紅
- 聖潘克拉斯車站鋼琴
- 中華西太后餐廳懸掛排外標語事件
- 倫敦社會主義核心價值觀塗鴉事件
- 馬里烏波爾劇院廢墟演唱喀秋莎事件

## 外部鏈結
- YouTube上的事發的影片片段^
- YouTube上的卡瓦納在此影片表示釋放事發影片的版權至公有領域，鼓勵人們下載，以防事發影片被YouTube刪除